# Dichroa mollissima
Dichroa mollissima är en hortensiaväxtart som beskrevs av Elmer Drew Merrill. Dichroa mollissima ingår i släktet Dichroa och familjen hortensiaväxter. Inga underarter finns listade i Catalogue of Life.